# Elliot Lewis
Elliot Lewis, właśc. Neil Elliot Lewis (ur. 27 października 1858 w Hobart, zm. 22 września 1935 tamże) – sir, australijski polityk, trzykrotnie pełnił urząd premiera Tasmanii. Krótko zasiadał także w gabinecie Edmunda Bartona, pierwszym w historii gabinecie federalnym Australii.

## Życiorys

### Pochodzenie i młodość
Pochodził z kupieckiej rodziny. Był znakomitym uczniem, dzięki czemu uzyskał stypendium, za sprawą którego mógł studiować na Oxford University na koszt rządu kolonialnego Tasmanii. Jako kierunek swoich studiów wybrał prawo, szczególnie interesował się zagadnieniami prawa cywilnego. W 1883 uzyskał prawo wykonywania zawodu adwokata w Wielkiej Brytanii, a dwa lata później został przyjęty do adwokatury Tasmanii i otworzył własną praktykę.

### Kariera polityczna
Już rok później rozpoczął karierę polityczną, uzyskując mandat w Zgromadzeniu Ustawodawczym Tasmanii. Przez całe swoje polityczne życie był związany z obozem konserwatystów. W roku 1892 został prokuratorem generalnym w gabinecie Henry’ego Dobsona. Dwa lata później został liderem konserwatystów i jednocześnie przywódcą całej opozycji. Dał się poznać jako zdecydowany zwolennik idei federacji kolonii brytyjskich na Antypodach. Osobiście brał udział w konwencji konstytucyjnej, mającej wypracować ustawę zasadniczą przyszłego Związku Australijskiego.
W październiku 1899 po serii skandali upadł gabinet Edwarda Braddona i tekę szefa rządu Tasmanii przejął Lewis. Po inauguracji Związku w styczniu 1901 roku, wszedł do pierwszego gabinetu federalnego jako minister bez teki. Kiedy jednak w marcu 1901 członkowie rządu musieli wybrać – start w wyborach federalnych lub pozostanie w polityce stanowej – Lewis jako jedyny członek gabinetu Bartona wybrał karierę stanową i zrzekł się funkcji ministra federalnego. Rządził Tasmanią do końca kadencji jej parlamentu, który przypadł na początek kwietnia 1903 roku.
W kolejnych wyborach Lewis był zmuszony zmienić okręg wyborczy, gdyż jego dotychczasowy uległ likwidacji. Nie dał rady przekonać do siebie swoich nowych wyborców i jako jedyny w historii urzędujący premier Tasmanii utracił mandat parlamentarny. Wrócił do poważnej polityki dopiero po sześciu latach, w czerwcu 1909 roku. Natychmiast odzyskał stanowisko premiera, choć już po trzech miesiącach na krótko je stracił. Po raz trzeci został premierem stanu pod koniec października 1909 i tym razem urzędował przez blisko trzy lata, do czerwca 1912.

### Późniejsze życie
W 1922 ogłosił przejście na polityczną emeryturę. Został powołany na honorowe w znacznej mierze stanowiska zastępcy gubernatora Tasmanii oraz kanclerza Uniwersytetu w Tasmanii. Zmarł nagle 22 września 1935 roku – kiedy wrócił do domu po niedzielnym spacerze z psem, poczuł wyjątkowe zmęczenie, a wkrótce potem stracił przytomność, której już nie odzyskał. Miał 76 lat. Jego rodzina nie wyraziła zgody na oficjalny pogrzeb państwowy, preferując prywatną ceremonię, jednak został uhonorowany specjalnym nabożeństwem żałobnym w katedrze św. Dawida w Hobart.

## Odznaczenia
W 1902 otrzymał Order św. Michała i św. Jerzego klasy Rycerz Komandor, co uprawniało go do tytułu Sir przed nazwiskiem.